# Municipio de Cambria (Míchigan)
El municipio de Cambria (en inglés: Cambria Township) es un municipio ubicado en el condado de Hillsdale en el estado estadounidense de Míchigan. En el año 2010 tenía una población de 2533 habitantes y una densidad poblacional de 27,06 personas por km².

## Geografía
El municipio de Cambria se encuentra ubicado en las coordenadas 41°51′52″N 84°38′33″O / 41.86444, -84.64250. Según la Oficina del Censo de los Estados Unidos, el municipio tiene una superficie total de 93.61 km², de la cual 90,15 km² corresponden a tierra firme y (3,69 %) 3,46 km² es agua.

## Demografía
Según el censo de 2010, había 2533 personas residiendo en el municipio de Cambria. La densidad de población era de 27,06 hab./km². De los 2533 habitantes, el municipio de Cambria estaba compuesto por el 97,24 % blancos, el 0,55 % eran afroamericanos, el 0,36 % eran amerindios, el 0,39 % eran asiáticos, el 0,32 % eran de otras razas y el 1,14 % eran de una mezcla de razas. Del total de la población el 1,54 % eran hispanos o latinos de cualquier raza.